# ماركوس بوهمه
ماركوس بوهمه (بالألمانية: Marcus Böhme)‏ (25 أغسطس 1985 في ألمانيا - ) هو لاعب كرة طائرة شاطئية ولاعب كرة طائرة ألمانيا في مركز وسط ‏. شارك في الألعاب الأولمبية الصيفية 2008. ولعب مع Generali Unterhaching ‏.

## وصلات خارجية
- ماركوس بوهمه على موقع الاتحاد الدولي beach volleyball database (الإنجليزية)
- ماركوس بوهمه على موقع الاتحاد الأوروبي (الإنجليزية)
- ماركوس بوهمه على موقع عالم الكرة الطائرة (الإنجليزية)
- ماركوس بوهمه على موقع الدوري الألماني للكرة الطائرة (الألمانية)
- ماركوس بوهمه على موقع دوري الدرجة الأولى الإيطالي للكرة الطائرة - رجال (الإيطالية)
- ماركوس بوهمه على موقع اللجنة الأولمبية الدولية (الإنجليزية)
- ماركوس بوهمه على موقع أوليمبيديا (الإنجليزية)
- ماركوس بوهمه على موقع اللجنة الأولمبية الألمانية (الألمانية)